# Ла Мадалена (община)
Ла Мадалѐна (на италиански: La Maddalena, на местен диалект Madalèna, Мадалена) е община в Южна Италия, провинция Сасари, автономен регион Сардиния. Разположена е на североизточния бряг на острова. Населението на общината е 11 433 души (към 2013 г.).
Общината се състои от архипелага Ла Мадалена, който се състои от седем главни острова, Ла Мадалена, Капрера, Санто Стефано, Спарджи, Будели, Санта Мариа и Рацоли, и други многобройни малки острови Административен център е град Ла Мадалена, на едноименния остров.